# 伊爾沙夫卡河
伊爾沙夫卡河（烏克蘭語：Іршавка），是烏克蘭西部的河流，屬於博爾扎瓦河的右支流。該河流經外喀爾巴阡州的胡斯特區，河道全長48公里，流域面積346平方公里。